# 214-та стрілецька дивізія (СРСР, II формування)
214-та стрілецька Кременчуцько-Олександрійська Червонопрапорна орденів Суворова та Богдана Хмельницького дивізія — стрілецька дивізія, загальновійськове з'єднання РСЧА в часи німецько-радянської війни.

## Історія з'єднання
Дивізія сформована в грудні 1941 — січні 1942 року в Башкирії на базі розформованої 433-ї стрілецької дивізії.
З січня по травень 1942 року — в Південно-Уральському військовому окрузі. Потім, до 10 червня — у складі 1-ї резервної армії Ставки ВГК.
В складі діючої армії з 12 червня 1942 року в складі 64-ї армії Сталінградського фронту. Передовий загін дивізії вступив в бій з противником 17 липня на західному березі Дону. Брала участь у Сталінградській, Курській битвах. Вела успішні наступальні бої в складі військ Степового фронту під час визволення Лівобережної України, форсування Дніпра та наступу на кіровоградському напрямку. В ході запеклих боїв у взаємодії з іншими з'єднаннями фронту дивізія звільнила міста Кременчук і Олександрію.
29 вересня 1943 року на відзначення здобутої перемоги і визволення міста Кременчук наказом Верховного головнокомандувача дивізії присвоєне почесне найменування «Кременчуцька», а 6 грудня — «Олександрійська».
За бойові заслуги з'єднання нагороджене орденами Червоного Прапора, Суворова 2-го ступеня, Богдана Хмельницького 2-го ступеня.
Бойові дії дивізія завершила 11 травня 1945 року.

## Бойовий склад
- 776-й стрілецький полк,
- 780-й стрілецький полк,
- 788-й стрілецький полк,
- 683-й артилерійський полк,
- 20-й окремий винищувальний протитанковий дивізіон,
- 302-га розвідувальна рота,
- 403-й саперний батальйон,
- 603-й окремий батальйон зв'язку (1453-тя окрема рота зв'язку),
- 364-й медико-санітарний батальйон,
- 530-та окрема рота хімзахисту,
- 263-тя автотранспортна рота,
- 446-та польова хлібопекарня,
- 911-й дивізійний ветеринарний лазарет,
- 1682-га польова поштова станція,
- 1088-ма польова каса Держбанку.

## Командири
Дивізією командували:
- генерал-майор Бірюков М. І. (25.12.1941 — 02.06.1943);
- генерал-майор Дьомін П. П. (04.06.1943 — 01.08.1943);
- полковник Бровченко Я. І. (02.08.1943 — 08.10.1943);
- полковник Жуков Г. М. (09.10.1943 — 06.02.1944);
- генерал-майор Карпухін В. Д. (07.02.1944 — 17.02.1944);
- генерал-майор Жуков Г. М. (18.02.1944 — 11.05.1945).